# Gephyromantis eiselti
Gephyromantis eiselti is een kikker uit de familie gouden kikkers (Mantellidae). De soort werd voor het eerst wetenschappelijk beschreven door Jean Marius René Guibé in 1975. De soort behoort tot het geslacht Gephyromantis. De soortaanduiding eiselti is een eerbetoon aan Josef Eiselt.

## Leefgebied
De kikker is endemisch in Madagaskar. De soort komt voor in het oosten van het eiland en leeft in de subtropische bossen van Madagaskar op een hoogte van 800 tot 1200 meter. De soort komt ook voor in nationaal park Andasibe Mantadia.

## Beschrijving
De soort heeft een lengte van 20 tot 23 millimeter. De rug is lichtbruin van kleur en de lippen zijn geel met bruin. De buik is wit met donkere vlekken.

## Synoniemen
- Mantidactylus eiselti (Guibé, 1975)